# Alexander Sell
Alexander Sell, né le 25 novembre 1980 à Mayence (RDA), est un homme politique allemand. Membre de l'Alternative pour l'Allemagne (AfD), il est élu député européen le 9 juin 2024.

## Biographie
Alexander Sell étudie la philosophie à Berlin et à Paris. Dans le cadre du programme Fulbright, il participe à un séjour de recherche à l'université Harvard. En 2019, il obtient son doctorat en théorie politique et histoire des idées avec une thèse dirigée par Herfried Münkler, soutenue par une bourse Elsa Neumann.
Il rejoint l'Alternative pour l'Allemagne (AfD) en 2013, l'année de sa création. Il dirige la même année la campagne du parti à Berlin. Il quitte le parti de 2015 à 2017 en raison des conflits au sein du conseil exécutif fédéral entre Frauke Petry et Bernd Lucke.
Lors des élections européennes de 2024, il est élu député européen.